# Pazifische Hurrikansaison 2023

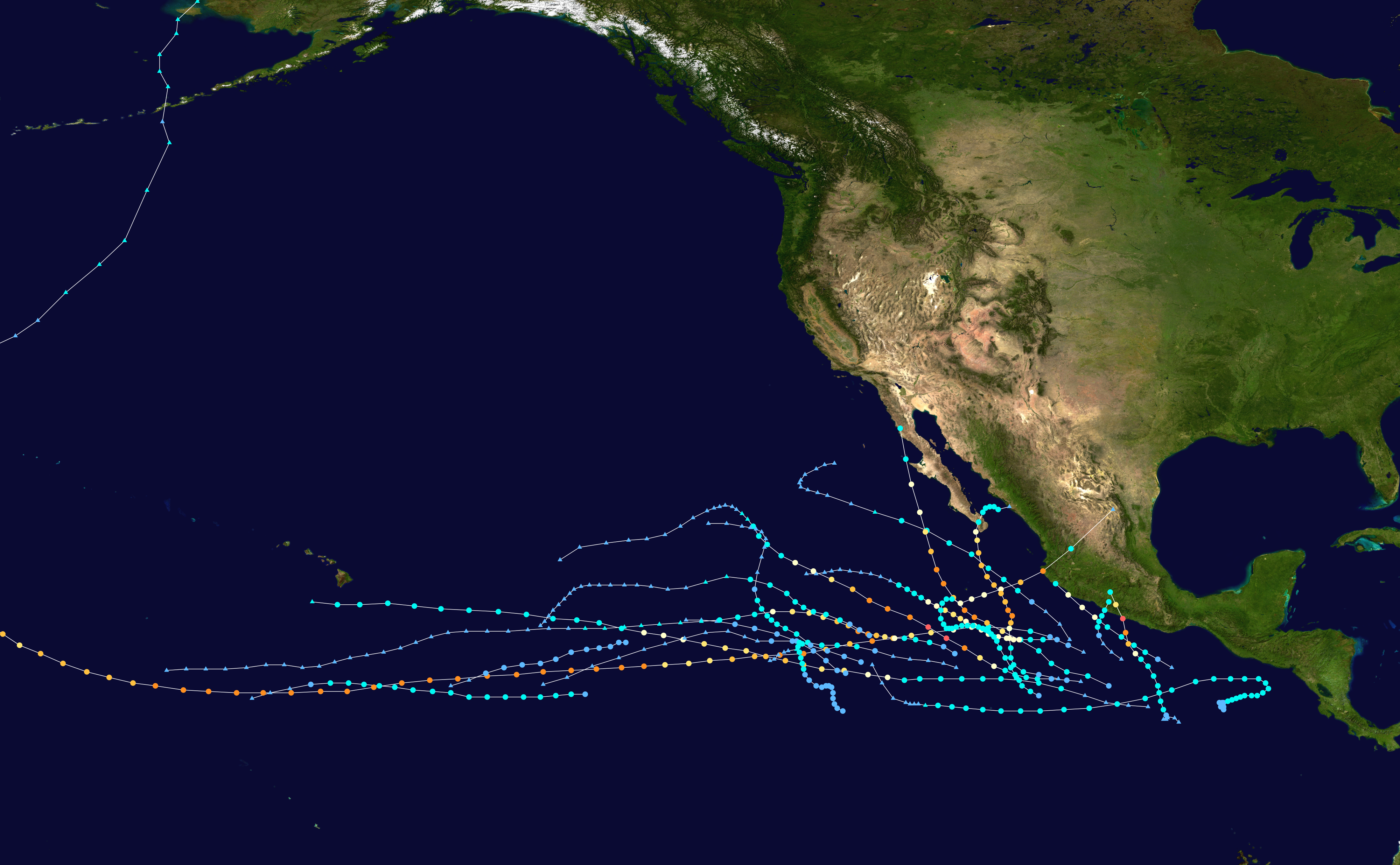
Saisonübersichtskarte

Die pazifische Hurrikansaison 2023 war eine pazifische Hurrikansaison in der nördlichen Hemisphäre. Sie begann offiziell am 15. Mai im östlichen Pazifik (östlich von 140°W) und am 1. Juni im mittleren Pazifik (von 140°W bis zur internationalen Datumsgrenze); beide endeten am 30. November. Diese Daten, die auf einer Konvention beruhen, beschreiben historisch gesehen den Zeitraum eines jeden Jahres, in dem die meisten tropischen Zyklogenen in diesen Regionen des Pazifiks auftreten. In den ersten sechs Wochen der Saison gab es keine Aktivität von tropischen Wirbelstürmen im Becken, so dass dies eine der am spätesten beginnenden Saisons in der Geschichte ist. Als sich das erste System, Hurrikan Adrian, am 27. Juni entwickelte, wurde er zum zweitspätesten benannten Sturm im östlichen Pazifik in der Satellitenära (seit 1971), nach dem Tropensturm Agatha im Jahr 2016.
Der erste große Hurrikan der Saison war Hurrikan Calvin, der sich südwestlich der mexikanischen Südwestküste bildete und als Tropensturm knapp südlich der Insel Hawaii vorbeizog und der Insel und dem benachbarten Maui großflächige Regenfälle brachte. Kategorie-4-Hurrikan Dora folgte einer ähnlichen Zugbahn wie Calvin und zog weiter südlich an Hawai'i vorbei, allerdings mit nahezu gleicher Intensität. Die Wechselwirkung zwischen Dora und einem Hochdruckgebiet nördlich der Hawaii-Inseln erzeugte starke Gradientenwinde über den Inseln, die wiederum die Flammen mehrerer verheerender Waldbrände anfachten, die über 100 Menschen töteten. Darüber hinaus war Dora der erste tropische Wirbelsturm, der seit Hector im Jahr 2018 die internationale Datumsgrenze im westlichen Pazifik überquerte, und nach John im Jahr 1994 erst der zweite, der in Hurrikanstärke über dem östlichen, zentralen und westlichen Pazifikbecken blieb.
Am 25. Oktober traf Hurrikan Otis als Kategorie-5-Hurrikan die mexikanische Stadt Acapulco und richtete dort schwere Verwüstungen an.

## Saisonale Prognosen
| Datensatz                           | Datensatz                           | Benannt Stürme  | Wirbelstürme | Große Wirbelstürme | Ref   |
| ----------------------------------- | ----------------------------------- | --------------- | ------------ | ------------------ | ----- |
| Durchschnitt (1991–2020):           | Durchschnitt (1991–2020):           | 15              | 8            | 4                  | [ 4 ] |
| Rekordverdächtige Aktivität:        | Rekordverdächtige Aktivität:        | 1992: 27        | 2015: 16     | 2015: 11           | [ 5 ] |
| Rekordtiefe Aktivität:              | Rekordtiefe Aktivität:              | 2010: 8         | 2010: 3      | 2003: 0            | [ 5 ] |
| Datum                               | Quelle                              | Benannte Stürme | Wirbelstürme | Große Wirbelstürme | Ref   |
| 4. Mai 2023                         | SMN                                 | 16–22           | 7–11         | 3–5                | [ 6 ] |
| 25. Mai 2023                        | NOAA                                | 14–20           | 7–11         | 4–8                | [ 7 ] |
|                                     | Bereich                             | Benannte Stürme | Wirbelstürme | Große Wirbelstürme | Ref   |
| Tatsächliche Tätigkeit:             | EPAC                                | 8               | 5            | 3                  |       |
| Tatsächliche Tätigkeit:             | CPAC                                | 0               | 0            | 0                  |       |
| Tatsächliche kombinierte Aktivität: | Tatsächliche kombinierte Aktivität: | 8               | 5            | 3                  |       |

Im Vorfeld jeder pazifischen Hurrikansaison werden vom Climate Prediction Center der National Oceanic and Atmospheric Administration (NOAA) der Vereinigten Staaten und dem Servicio Meteorológico Nacional (SMN) Mexikos Vorhersagen über die Hurrikanaktivität veröffentlicht. Sie beinhalten wöchentliche und monatliche Veränderungen wichtiger Faktoren, die die Anzahl der tropischen Stürme, Hurrikane und schweren Hurrikane innerhalb eines bestimmten Jahres bestimmen. Nach Angaben der NOAA gab es in der durchschnittlichen ostpazifischen Hurrikansaison zwischen 1991 und 2020 etwa 15 tropische Stürme, 8 Hurrikane und 4 schwere Hurrikane mit einem nahezu normalen Index der akkumulierten Zyklonenergie (ACE) zwischen 80 und 115. Grob gesagt ist ACE ein Maß für die Stärke eines tropischen oder subtropischen Sturms multipliziert mit der Dauer seiner Existenz. Er wird nur für vollständige Warnungen zu bestimmten tropischen und subtropischen Systemen berechnet, die Windgeschwindigkeiten von 63 km/h erreichen oder überschreiten. Die NOAA kategorisiert eine Saison in der Regel als überdurchschnittlich, durchschnittlich oder unterdurchschnittlich, basierend auf dem kumulativen ACE-Index, aber die Anzahl der tropischen Stürme, Hurrikane und großen Hurrikane innerhalb einer Hurrikansaison wird manchmal auch berücksichtigt.
Am 4. Mai 2023 veröffentlichte das SMN seine Vorhersage für die Saison und prognostizierte insgesamt 16–22 benannte Stürme mit 7–11 Hurrikanen und 3–5 schweren Hurrikanen. Zu den Faktoren, von denen eine erhöhte Aktivität erwartet wurde, gehörten überdurchschnittliche Meeresoberflächentemperaturen im östlichen Pazifik und die El-Niño-Südliche Oszillation (ENSO), die sich weiterhin in der neutralen Phase befindet, mit der Möglichkeit, dass sich ein starker El Niño entwickelt. Am 25. Mai 2023 veröffentlichte die NOAA ihre Prognose, in der sie eine überdurchschnittliche Saison mit insgesamt 14–20 benannten Stürmen, 7–11 Hurrikanen, 4–8 schweren Hurrikanen und einem ACE-Index von 90 % bis 155 % des Medians voraussagte.

## Saisonale Zusammenfassung

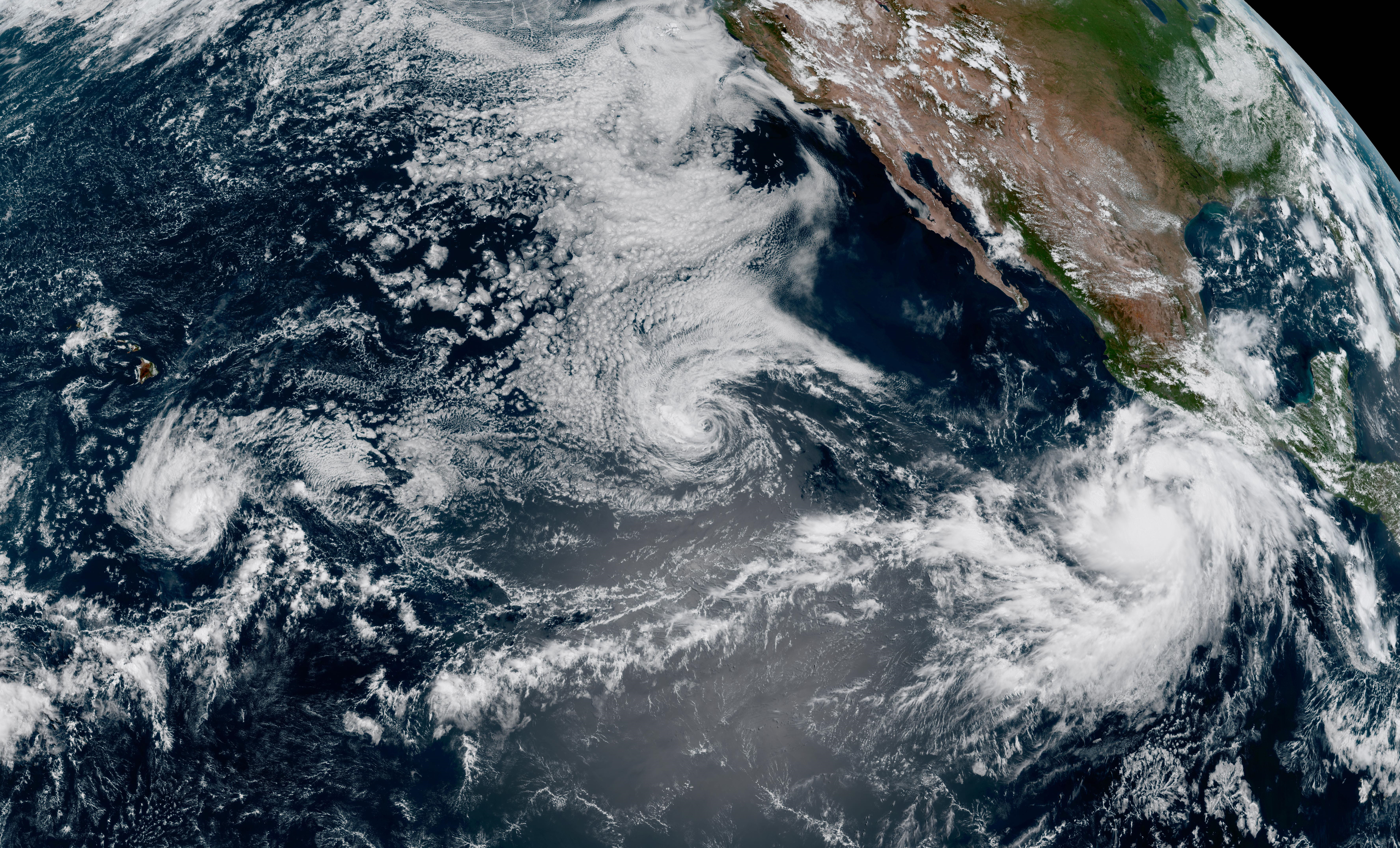
Drei gleichzeitig aktive tropische Wirbelstürme im Pazifik am 16. August 2023: Tropensturm Greg (links), Tropensturm Fernanda (Mitte) und Tropensturm Hilary (rechts).

Die ersten Wochen dieser ostpazifischen Hurrikansaison verliefen ruhig, da sich das erste System, Hurrikan Adrian, erst am 27. Juni entwickelte. Normalerweise bildet sich der erste benannte Sturm um den 10. Juni. Zwei Tage später, als Adrian in den offenen Pazifik abzog, bildete sich der Hurrikan Beatriz in der Nähe der mexikanischen Küste und zog parallel zu ihr. Als Nächstes kam Hurrikan Calvin, der sich in der zweiten Juliwoche vor der südwestlichen Küste Mexikos bildete und zum ersten großen Hurrikan der Saison wurde, als er sich stetig in Richtung Hawaii bewegte. Hurrikan Dora begann den August, indem er sich rasch zu einem Hurrikan der Kategorie 4 verstärkte und auf Hawaii zusteuerte. Am 11. August überquerte Dora die internationale Datumsgrenze und war damit erst der zweite tropische Wirbelsturm, der im Ost-, Mittel- und Westpazifik in Hurrikanstärke auftrat; der andere war John im Jahr 1994. Außerdem hielt Dora die Intensität der Kategorie 4 länger aufrecht als jeder andere pazifische Hurrikan in der Geschichte.
Ein weiteres System Anfang August, der kurzlebige Tropensturm Eugene, bildete sich und blieb weit vor der Küste Mexikos. Bald darauf folgten der Hurrikan Fernanda der Kategorie 4 und der Tropensturm Greg; beide Systeme zogen nicht in Landnähe vorbei. Dann kam der Tropensturm Hilary.
Der von der Colorado State University anhand von Daten des NHC berechnete ACE-Index für diese Saison lag am 17. August um 15:00 UTC bei etwa 90,2 Einheiten. Diese Zahl entspricht der Summe der Quadrate der maximalen anhaltenden Windgeschwindigkeit (Knoten) für alle benannten Stürme, die mindestens die Stärke eines tropischen Sturms haben, geteilt durch 10.000. Daher sind tropische Tiefdruckgebiete nicht enthalten.

## Auswirkungen
| Name           | Zeitraum                  | Spitzenkategorie           | Windgeschwindigkeit (mph (km/h)) | Luftdruck (mbar) | Betroffene Gebiete                                                                   | Schäden (USD)       | Tote     |
| -------------- | ------------------------- | -------------------------- | -------------------------------- | ---------------- | ------------------------------------------------------------------------------------ | ------------------- | -------- |
| Adrian         | 27. Juni – 2. Juli        | Kategorie-2-Hurrikan       | 105 (165)                        | 970              |                                                                                      |                     | 0        |
| Beatriz        | 29. Juni – 1. Juli        | Kategorie-1-Hurrikan       | 85 (140)                         | 992              | West-Mexiko                                                                          | geringfügig         | 0 (1)    |
| Calvin         | 11.–19. Juli              | Kategorie-3-Hurrikan       | 125 (205)                        | 955              | Hawaii                                                                               | geringfügig         | 0        |
| Four-E         | 20.–21. Juli              | Tropisches Tiefdruckgebiet | 35 (55)                          | 1006             |                                                                                      |                     | 0        |
| Dora           | 31. Juli – 11. August     | Kategorie-4-Hurrikan       | 145 (230)                        | 942              | Hawaii, Johnston-Atoll                                                               |                     | 0        |
| Eugene         | 5.–7. August              | Tropischer Sturm           | 70 (110)                         | 992              |                                                                                      |                     | 0        |
| Fernanda       | 12.–17. August            | Kategorie-4-Hurrikan       | 130 (215)                        | 949              |                                                                                      |                     | 0        |
| Greg           | 14.–17. August            | Tropischer Sturm           | 50 (85)                          | 1000             |                                                                                      |                     | 0        |
| Hilary         | 16.–21. August            | Kategorie-4-Hurrikan       | 145 (230)                        | 939              | West-Mexiko, Revillagigedo-Inseln, Niederkalifornien, Westen der Vereinigten Staaten | $689,7 Millionen    | 0 (2)    |
| Irwin          | 27.–29. August            | Tropischer Sturm           | 40 (65)                          | 997              |                                                                                      |                     | 0        |
| Jova           | 4.–10. September          | Kategorie-5-Hurrikan       | 160 (260)                        | 929              | West-Mexiko, Südwesten der Vereinigten Staaten                                       | geringfügig         | 0        |
| Twelve-E       | 15.–18. September         | Tropisches Tiefdruckgebiet | 35 (55)                          | 1006             |                                                                                      |                     | 0        |
| Kenneth        | 19.–22. September         | Tropischer Sturm           | 50 (85)                          | 1000             |                                                                                      |                     | 0        |
| Fourteen-E     | 23.–25. September         | Tropisches Tiefdruckgebiet | 35 (55)                          | 1007             |                                                                                      |                     | 0        |
| Lidia          | 3.–11. Oktober            | Kategorie-4-Hurrikan       | 140 (220)                        | 942              | West-Mexiko, Marias-Inseln, Südwest-Mexiko                                           | $77,56 Millionen    | 2        |
| Max            | 8.–10. Oktober            | Tropischer Sturm           | 65 (100)                         | 991              | Südwest-Mexiko                                                                       | unbekannt           | 2        |
| Norma          | 17.–23. Oktober           | Kategorie-4-Hurrikan       | 130 (215)                        | 941              | Baja California Sur, Sinaloa                                                         | $23,3 Millionen     | 0 (3)    |
| Otis           | 22.–25. Oktober           | Kategorie-5-Hurrikan       | 165 (270)                        | 923              | Guerrero                                                                             | ≥$16 Milliarden     | ≥50      |
| Pilar          | 28. Oktober – 6. November | Tropischer Sturm           | 60 (95)                          | 996              | Mittelamerika                                                                        | unbekannt           | 0 (4)    |
| Ramon          | 23.–26. November          | Tropischer Sturm           | 45 (75)                          | 1002             |                                                                                      |                     | 0        |
| Gesamte Saison |                           |                            |                                  |                  |                                                                                      |                     |          |
| 20 Systeme     | 27. Juni – 26. November   |                            | 165 (270)                        | 923              |                                                                                      | ≥$16,791 Milliarden | ≥54 (10) |